# Miss Continente Americano 2006
Miss Continente Americano 2006 fue la primera edición del concurso de belleza Miss Continente Americano, celebrado en Guayaquil, Ecuador el 28 de agosto de 2006. Mía Taveras representante de la República Dominicana fue coronada como la primera ganadora.

## Resultados

### Posiciones
| Posición                  | Candidata                                                                                  |
| ------------------------- | ------------------------------------------------------------------------------------------ |
| Miss Continente Americano | - República Dominicana - Mía Taveras                                                       |
| 1.ª finalista             | - Uruguay - Fatimih Dávila                                                                 |
| 2.ª finalista             | - Venezuela - Dayana Colmenares                                                            |
| Finalistas (Top 6)        | - Canadá - Angela Triantafyllakis - Ecuador - Catalina López - Panamá - Melissa Piedrahíta |

### Premios especiales
- Miss fotogénica - Catalina López (Ecuador)
- Miss Simpatía - Rebecca Iraheta (El Salvador)
- Miss Rostro Yanbal - Catalina López (Ecuador)

## Candidatas
| País                 | Candidata                              | Edad | Estatura (cm) | Ciudad natal               |
| -------------------- | -------------------------------------- | ---- | ------------- | -------------------------- |
| Argentina            | Soraya Antonella Bohl                  | 19   | 178           | Entre Ríos                 |
| Aruba                | Thisia Franken García                  | 18   | 175           | Oranjestad                 |
| Bolivia              | Yolanda Sandoval Arias                 | 20   | 173           | Santa Cruz de la Sierra    |
| Brasil               | Juliana Pina Mendoça                   | 20   | 180           | Salvador                   |
| Canadá               | Angela Triantafyllakis                 | 26   | 174           | Calgary                    |
| Chile                | Estefanía Melús Reel                   | 20   | 180           | Arica                      |
| Colombia             | Liliana del Carmen Morales Barrios     | 25   | 170           | Cartagena                  |
| Costa Rica           | Fabriella María Quesada Sequeira       | 22   | 180           | Ciudad Colón               |
| Ecuador              | Catalina "Katty" Mercedes López Samán  | 23   | 175           | Guayaquil                  |
| El Salvador          | Rebecca María Iraheta Rodríguez        | 19   | 175           | San Salvador               |
| Guatemala            | Mirna Lissy Salguero Moscoso           | 20   | 166           | Los Amates                 |
| Honduras             | Lissa Diana Viera Sáenz                | 23   | 182           | La Ceiba                   |
| México               | Diana Karimen Jiménez Pérez            | 22   | 176           | Nochistlán                 |
| Nicaragua            | María Cristiana Frixione Mendoza       | 22   | 172           | Managua                    |
| Panamá               | Melissa del Carmen Piedrahíta Meléndez | 23   | 174           | Panamá                     |
| Paraguay             | Alicia Flores Batistei                 | 24   | 170           | Asunción                   |
| Perú                 | Valerie Caroline Neff Murillo          | 23   | 181           | Lima                       |
| Puerto Rico          | Ivelisse Fermín Ortiz                  | 20   | 173           | Corozal                    |
| República Dominicana | Mía Lourdes Taveras López              | 20   | 181           | Santiago de los Caballeros |
| Uruguay              | Fatimih Dávila Sosa                    | 18   | 175           | Montevideo                 |
| Venezuela            | Dayana Carolina Colmenares Bocchieri   | 21   | 176           | Maracay                    |